# 凯拉什·拉杰·波卡雷尔
凯拉什·拉杰·波卡雷尔，尼泊爾前官員，曾任尼泊爾駐澳大利亞大使。

## 經歷
凯拉什·拉杰·波卡雷尔畢業於經濟學專業，並加德滿都的特里布文大學獲得公共管理碩士學位。他還擁有法律學位。
波卡雷尔的公務員職業生涯開始於1987年，當時在尼泊爾工業部擔任官員，參與工業和投資促進活動。他在尼泊爾財政部工作了近25年，擔任預算、稅收和外援等多個職位。他對政府預算制度的改革做出了貢獻，首次在政府系統中引入了標準作業程序，並負責制定國家預算，特別是在基礎設施和教育領域。他在財政部擔任了近十年的副處長，負責領導與各國際捐助者的援助協調和談判工作。他還作為國家協調員，主導了尼泊爾組合績效審查（NPPR）。
1992年，他在日本東京擔任聯合國工業發展組織投資促進官員。2000年，他在聯合國東帝汶過渡行政當局服務了兩年多，致力於從零開始建立這個新成立的國家的民事行政服務。隨後，在2004年至2006年期間，他在美國華盛頓特區的世界銀行董事會擔任執行董事顧問。2015年至2019年，他在尼泊爾駐美國大使館擔任經濟參贊，推動與美國的雙邊經濟合作，並參與了與援助、貿易和旅遊相關的各種計劃。
在職業生涯中，波卡雷尔曾前往46個國家，遍及所有大洲。他還在尼泊爾的主要報紙和線上媒體發表了大量文章。
波卡雷尔於2020年9月以尼泊爾政府高級官員身份正常退休，並於2022年6月被任命爲尼泊爾駐澳大利亞大使。他还兼任驻新西兰、巴布亚新几内亚和斐济大使。2022年7月25日，向澳大利亚总督戴维·赫尔利递交国书。波卡雷尔由尼泊尔共产党（联合社会主义者）推薦，由普拉昌達領導的政府任命，在尼泊尔共产党（联合马列）執政後政府即決定將他召回，他於2024年8月離任，結束了25個月的任期。在波卡雷爾任期內，兩國於2024年2月9日簽署了贸易与投资框架安排。

## 家庭情況
與從事銀行家工作的妻子育有一子，兒子和兒媳均爲醫生。